# Sened
Sened ist der Name eines altägyptischen Königs (Pharao), der während der 2. Dynastie regierte. Da sein Name nicht sicher zeitgenössisch belegt ist, diskutiert die Ägyptologie und Archäologie seine historische Identität. Die genaue Dauer seiner Herrschaft ist unbekannt, der Königspapyrus Turin bescheinigt ihm eine Herrschaftsdauer von 70 Jahren, der griechische Historiker Manetho nennt den Herrscher Sethénes und vermerkt in seinen Aegyptiaca eine Herrschaftsdauer von 41 Jahren.

## Namensbelege
Das bislang einzige Artefakt, das zeitgenössisch sein könnte und Seneds Namen nennt, ist das Fragment einer einst sorgfältig polierten Dioritschale, das 1909 in Gizeh entdeckt wurde. Der Ägyptologe Uvo Hölscher fand das Objekt bei Ausgrabungen an den Totentempln der Könige Chefren und Menkaure. Seneds Name befindet sich an der linken Bruchkante der Scherbe, ist ohne Königskartusche geschrieben und wird mit dem Titel Nesut-Bitj („König von Ober- und Unterägypten“) eingeleitet. Das Binsensymbol nebst Brotlaibsymbol, welche beide die erste Hälfte des Königstitels bilden, ist teilweise verloren gegangen, Seneds Name aber ist erhalten und gut lesbar. Hölscher veröffentlichte den Fund 1912. Der Ägyptologe Aidan Dodson untersuchte die Scherbe und hält sie für zeitgenössisch.
Die zeitlich nächstliegende Nennung von Seneds Namen stammt aus der frühen 4. Dynastie. In der Mastaba des hohen Beamten Scheri in Sakkara befindet sich eine Scheintür, welche den Namen von Sened sowie den Namen des Königs Peribsen in Kartuschen in einem Satz nennt. Scheri war laut Inschrift „Vorsteher der Wab-Priester des Peribsen in der Nekropole des Sened, an dessen Totentempel und allen anderen Sitzen“. Der Umstand, dass Seneds und Peribsens Namen in Kartuschen geschrieben wurden, ist strenggenommen ein Anachronismus, da Kartuschen erst unter König Huni während der 3. Dynastie eingeführt wurden. Weitere Priester, die zu Scheris Zeit den Totendienst um Sened versahen, waren Inkef und Sij.
Seneds Name ist überdies in allen bekannten ramessidischen Königslisten wie der Königsliste von Abydos, der Königsliste von Sakkara und dem Königspapyrus Turin erhalten. Er wird dort einstimmig als Nachfolger des Namens „Wadjenes“ präsentiert.
Der Herrscher wird auch im medizinischen Papyrus P. Berlin 3038 als mythischer Vorbesitzer des „Gefäßbuches“ erwähnt. Historisch nachweisbar ist diese Aussage nicht, vermutlich sollte sie lediglich die Glaubwürdigkeit bestimmter, althergebrachter Behandlungsmethoden untermauern.
Aus der 26. Dynastie stammt eine kleine Bronze-Statuette in Gestalt eines knienden Königs, der einer imaginären Gottheit opfert (siehe Abbildung). Die Figurine trägt die weiße Krone des Südens, in den Händen hält sie ein Weihrauchgefäß. Sie trägt außerdem einen Gurt, auf dessen Rückseite der Kartuschenname des Sened eingraviert ist.
Archäologe Peter Munro berichtet von dem Fund eines Tonsiegels, dessen Inschrift den Kartuschennamen Nefer-Senedj-Ra enthalten soll. Munro deutet diesen als Namensversion von Sened. Da dieser Fund jedoch bislang nicht veröffentlicht wurde, sind Nachprüfungen nicht möglich.

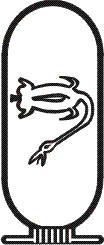
Kartuschenname des Sened in der Königsliste von Sakkara
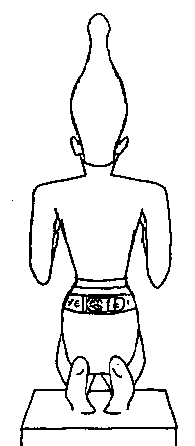
Bronzestatuette des Sened mit dessen Kartuschenname auf der Rückseite

## Identität
Seneds Horusname ist unbekannt. Jürgen von Beckerath, und Hermann A. Schlögl vermuten, dass Sened mit König Peribsen identisch war. I. E. S. Edwards, Dietrich Wildung, Wolfgang Helck und Toby Wilkinson hingegen sehen in Sened und Peribsen zwei getrennte Herrscher. Ihrer Ansicht nach lässt die Scheintürinschrift des Scheri darauf schließen, dass Sened seinem Vorgänger oder Gegenkönig Peribsen eine Statue oder einen Schrein stiftete. Sie verweisen zudem auf Tonsiegel des Königs Sechemib-Perenmaat, welche im Eingangsbereich von Peribsens Grab gefunden wurden und darauf hindeuten, dass Sechemib seinen Vorgänger Peribsen bestatten ließ.

## Grab
Toby Wilkinson vermutet Seneds Grab in Sakkara, was er mit der Lage von Scheris Mastaba begründet, da Totenpriester im Alten Ägypten generell nicht weit von ihrem Wirkungsort bestattet wurden. Er betrachtet die Galerien im Westmassiv des Djoser-Komplexes in Sakkara als mögliche letzte Ruhestätte des Sened.